# Солдатенко, Валерий Фёдорович
Вале́рий Фёдорович Солдате́нко (род. 13 апреля 1946, Селидово, Сталинская область, УССР, СССР) — советский и украинский историк. Директор Украинского института национальной памяти в 2010—2014 годах при Президенте В. Ф. Януковиче. Доктор исторических наук (1981), профессор (1986). Член-корреспондент НАН Украины (06.05.2006). Лауреат международной премии им. В. Винниченко (2005). Член Коммунистической партии Украины с 1969 года, видный представитель советской историографии. Заслуженный деятель науки и техники Украины (2011).

## Биография
Родился 13 апреля 1946 года в городе Селидово Сталинской области.
В 1965 году поступил на исторический факультет Киевского государственного университета, который закончил в 1970 году. Работал в нём же ассистентом, старшим преподавателем и доцентом до 1976 года, одновременно учился в аспирантуре КГУ, в 1973 году защитил кандидатскую диссертацию.
В 1976—1984 годах старший научный сотрудник Института истории партии при ЦК Компартии Украины. В 1981 году защитил докторскую диссертацию.
В 1984—1988 годах завкафедрой в Киевской Высшей партийной школе. В 1988—1991 годах завотделом Института политисследований ЦК КПУ. В 1992—2010 годах завотделом Института политических и этнонациональных исследований им. И. Ф. Кураса НАНУ. С 2004 года также работал в НИИ украиноведения.
С июля 2010 по март 2014 года глава Украинского института национальной памяти.
О себе заявлял: «Я внутренне считаю себя человеком честным, справедливым, и работаю для того, чтобы история как наука торжествовала».
В. Ф. Солдатенко — один из ведущих исследователей революционных событий на Украине 1917—1920 годов, автор более 600 публикаций, среди которых около 50 монографий. Его работы советских времен были написаны с позиции «марксизма» в его сталинско-брежневской версии, после получения Украиной независимости в 1991 г. отошёл от ортодоксальных «марксистских» позиций.
При этом В. Ф. Солдатенко оставался членом Коммунистической партии Украины.
После назначения на должность директора Института национальной памяти приостановил членство в КПУ.
В 2015 году стал сопредседателем движения «Левая оппозиция».
Сфера научных интересов — история общественно-политических движений, прежде всего революционного, социалистического и национально-освободительного, первых десятилетий XX века на Украине.
Автор биографических произведений о таких украинских общественных, политических и коммунистических деятелях, как Михаил Драгоманов, Михаил Грушевский, Владимир Винниченко, Георгий Пятаков, Евгения Бош, Николай Порш, Дмитрий Дорошенко, Симон Петлюра, Исаак Мазепа.

### Награды
- Заслуженный деятель науки и техники Украины (20 мая 2011 года) — за весомый личный вклад в развитие отечественной науки, укрепление научно-технического потенциала Украины, многолетний плодотворный труд[7]
- Медаль Пушкина (6 марта 2012 года, Россия) — за большой вклад в развитие культурных связей с Российской Федерацией, сохранение и популяризацию русского языка и культуры за рубежом[8]

### Труды
- Солдатенко В. Ф. Революційна доба в Україні (1917—1920 роки): логіка пізнання, історичні епізоди, ключові постаті / Валерій Солдатенко. — 2-ге вид., доп. і перероб. — Київ: НВЦ «Пріоритети», 2012. — 521 с.
- Солдатенко В. Ф. Трагедія тридцять третього: нотатки на історіографічному зрізі // Національна та історична пам’ять: збірник наукових праць / Український ін-т національної пам"яті. — Київ, 2012. — Вип. 3. — С. 3-92.
- Солдатенко В. Ф. Україна: 1917 рік / В. Ф. Солдатенко. — Київ: КРІОН, 2012. — 211 с.
- Головченко В. І. Дипломатична історія України (кінець XIX — перша чверть XX століття): навчальний посібник для студ. вищих навч. закладів / Володимир Головченко, Віктор Матвієнко, Валерій Солдатенко ; КНУТШ. — Київ: Київський університет, 2011. — 527 с.
- Солдатенко В. Ф. Проект «Україна». 1917—1920 рр. Постаті / Валерій Солдатенко. — Харків: Фоліо, 2011. — 510 с.
- Солдатенко В. Ф. Революційні альтернативи 1917 року й Україна / В. Ф. Солдатенко, О. М. Любовець ; НАНУ, Ін-т політ. і етнонаціональних досліджень ім. І. Ф. Кураса. — Київ: Наукова думка, 2010. — 320 с.
- Солдатенко В. Ф. Упущенный шанс достижения мирного соглашения между УНР и РСФСР в начале 1919 года // Российская история / Российская академия наук, Институт Российской истории РАН. — Москва, 2010. — № 6. — С. 137—155.
- Солдатенко В. Ф. Надзвичайне повноважне посольство УСРР до Москви: спроба розв’язання дипломатичним шляхом перших суперечностей // Актуальні проблеми міжнародних відносин: збірник наукових праць / Київ. нац. ун-т ім. Тараса Шевченка, Ін-т міжнародних відносин; [ред. кол.: Губерський Л. В. (гол. ред.) та ін.]. — Київ, 2009. — Вип. 86, ч. 1. — С. 57 — 63.
- Солдатенко В. Ф. Нові підходи в осмисленні історичного досвіду та уроків революційної доби 1917—1920 рр. в Україні // Збірник наукових праць Науково-дослідного інституту українознавства / Науково-дослідний інститут українознавства. — Київ, 2009. — Т. 25. — С. 371—385.
- Солдатенко В. Ф. Осінь 1919 р.: доля об"єднаного фронту // Український історичний журнал: науковий журнал / НАНУ, Ін-т історії України, Ін-т політич. і етнонаціон. досліджень. — Київ, 2009. — № 1 (484). — С. 11 — 28.
- Солдатенко В. Ф. До історії першого конфлікту між керівництвом УСРР і РСФРР // Наукові записки Інституту політичних і етнонаціональних досліджень / Інститут політичних і етнонаціональних досліджень ім. І. Ф. Кураса. — Київ, 2008. — Вип. 41 : . Політичні конфлікти в сучасній Україні: сутність, витоки, шляхи подолання. — С. 226—236.
- Солдатенко В. Ф. Етнонаціональні чинники і проблеми національних меншин у концепції і практичному досвіді Української революції (1917—1920 рр.) // Збірник наукових праць Науково-дослідного інституту українознавства / Науково-дослідний інститут українознавства. — Київ, 2008. — Т. 19. — С. 351—365.
- Солдатенко В. Ф. Развитие общественных процессов в Украине в 1917 г. // Патріот України: історичний альманах / Рада організації ветеранів України. — Київ, 2008. — Вип. 4. — С. 16 — 32.
- Солдатенко В. Ф. Україна в революційну добу: Історичне есе-хроніки: у 4-х томах / В. Ф. Солдатенко. — Харків: Прапор. Том 1 : Рік 1917. — 2008. — 560 с.
- Солдатенко В. Ф. Українське повстанство 1919 року: контури феномену // Збірник наукових праць Науково-дослідного інституту українознавства / Науково-дослідний інститут українознавства. — Київ, 2008. — Т. 22 : На пошану проф. Валентина Семеновича Крисаченка. — С. 355—370.
- Солдатенко В. Ф. Винниченко і Петлюра: політичні портрети революційної доби / В. Ф. Солдатенко ; НАНУ ; Ін-т політичних і етнонаціональних досліджень ім. І. Ф. Кураса. — Київ: Світогляд, 2007. — 621 с.
- Солдатенко В. Ф. Єврейські погроми в УНР р.: міркування з приводу деяких історіографічних тенденцій // Гілея: філософія, історія, політологія: збірник наукових праць / Національний педагогічний університет ім. М. П. Драгоманова; Українська Академія наук. — Київ, 2007. — Вип. 10. — С. 4 — 18.
- Солдатенко В. Ф. Громадсько-політична діяльність Володимира Винниченка: (до 125-річчя від дня народження) / НАНУ ; Ін-т політ. і етнонац. досліджень; [редкол. : Курас І. Ф., Солдатенко В. Ф., Любовець О. М., Бевз Т. А. та ін.]. — Київ: Ін-т політичних і етнонаціональних досліджень НАНУ, 2006. — 280 с.
- Солдатенко В. Ф. У пошуках соціальної й національної гармонії: (ескізи до історії українсського коммунізму) / В. Ф. Солдатенко ; НАНУ ; Ін-т політ. і етнонац. досліджень ім. І. Ф. Кураса. — Київ: Світогляд, 2006. — 479 с.
- Солдатенко В. Ф. Галицька армія у Наддніпрянській Україні / В. Ф. Солдатенко, Б. П. Савчук; НАНУ. Ін-т політичних і етнонац. досліджень. — Київ, 2004. — 213 с.
- Україна: від самостійності до соборності (22 січня 1918 — 22 січня 1919 р.р.): Збірник / НАНУ; Ін-тут політ. і етнонац. досліджень; Ред. кол.: І. Ф. Курас, В. Ф. Солдатенко, О. М. Любовець та інші. — Київ, 2004. — 285 с.
- Солдатенко В. Ф. Георгій Пятаков: миттєвості неспокійної долі. — Київ: Світогляд, 2004. — 331 с.
- Солдатенко В. Ф. Володимир Винниченко — лідер УСДРП, лідер національно-державного відродження // Вісник Київського національного університету імені Тараса Шевченка / Київський національний університет імені Тараса Шевченка. — Київ, 2003. — С. 5 — 16. — (Філософія. Політологія ; Вип. 48.
- Події і особистості революційної доби / НАНУ; Ін-тут політ. і етнонаціон. досліджень; Ред.кол.: І. Ф. Курас, В. Ф. Солдатенко, О. М. Любовець та ін. — Київ, 2003. — 267 с.
- Солдатенко В. Ф. Незламний. Життя і смерть Миколи Скрипника / В. Ф. Солдатенко. — Київ: Книга Пам"яті України, 2002. — 352 с.
- Солдатенко В. Ф. Бош Євгенія Богданівна; Скрипник Микола Олексійович // Уряди України у XX ст. Науково-документальне видання. — К.: Наукова думка, 2001. — С.332 — 341. (1,0 обл.-вид. арк.).
- Солдатенко В. Ф. До питання про пошуки воєнно-політичної платформи захисту УНР (грудень 1918 р.) // Схід і Захід України: проблеми єднання. Наукові записки Інституту політичних і етнонаціональних досліджень НАН України. — 2001. — Випуск 13. — С.101 — 115. (1,0 обл.-вид. арк., співавтор О. Д. Левченко).
- Солдатенко В. Ф. Історія України. Навчально-методичний посібник для студентів заочної форми навчання. — К.: КІТЕП, 2001. — 48 с. (1,0 обл.-вид. арк, співавтор О. М. Любовець).
- Солдатенко В. Ф. Лютнева революція 1917 в Росії // Юридична енциклопедія. — Т.3. — К.: Українська енциклопедія імені М. П. Бажана, 2001. — С.539. (0,3 обл.-вид. арк.).
- Солдатенко В. Ф. Соборництво і регіоналізм в українському державотворенні (1917—1920 рр.). — К.: Інститут політичних і етнонаціональних досліджень НАН України, 2001. — 248 с. (12 обл.-вид. арк., співавтор І. Ф. Курас).
- Солдатенко В. Ф. Співвідношення військових сил прибічників УНР та їх суперників на кінець 1917 — початок 1918 р. // Схід і Захід України: проблеми єднання. Наукові записки Інституту політичних і етнонаціональних досліджень НАН України. — 2001. — Випуск 13. — С.116 — 122. (0,6 обл.-вид. арк., співавтор Л. Г. Хало).
- Солдатенко В. Ф. Українська революція і державність (1917—1920 рр.). Науково-бібліографічне видання. — К.: Національна бібліотека України імені В. І. Вернадського. — 2001. — 808 с. (31,2 обл.-вид. арк., співавтори: А. Л. Панова, Л. В. Бєляєва, В. С. Гоїнець, Л. В. Лісовська, О. А. Смиченко).
- Солдатенко В. Ф. Георгій Пятаков: портрет без ретуші. До 110-річчя з дня народження // Коммуніст України. — 2000. — № 4. — С.82 — 92. (0,8 обл.-вид. арк.).
- Солдатенко В. Ф. Зовнішня політика України. Методичні рекомендації, плани практичних, контрольних занять та узагальненого комплексного кваліфікаційного завдання. — К., 2000. — 32 с. (1,4 обл.-вид. арк.).
- Солдатенко В. Ф. Ілюзії й практика національного нігілізму: погляд із сьогодення на Донецько-Криворізьку Республіку // Пам’ять століть. — 2000. — № 6. — С.60 — 77. (1,5 обл.-вид. арк., співавтор І. Ф. Курас).
- Солдатенко В. Ф. «Німецький фактор» в Українській революції // Діалог, 2000. — № 1. — С.108 — 111. (0,5 обл.-вид. арк.).
- Солдатенко В. Ф. Соборність України. Від зародження ідеї до першої спроби реалізації. Кн.1 — К.: Бібліотека українця, 2000. — 148 с. (8 обл.-вид. арк., співавтори: І. Л. Гошуляк, В. В. Кривошея, В. Д. Яремчук).
- Солдатенко В. Ф. Україна в роки Першої світової війни (1914 — лютий 1917 рр.) // Історія України. Нове бачення. Навчальний посібник. — К: Альтернативи, 2000. — С.197 — 209. (1,5 обл.-вид.арк.).
- Солдатенко В. Ф. Українська революція 1917 р.: основні параметри суспільного феномена й актуальні завдання дослідження // Наукові записки національного педагогічного університету ім. М. П. Драгоманова. Історичні науки. — К., 2000. — С.155 — 167. (0,6 обл.-вид. арк.).
- Солдатенко В. Ф. Замість передмови. Лідер українських соціал-демократів (Микола Порш) // Українська ідея та її творці (друга половина ХІХ — початок XX століття). — К.: Інститут політичних і етнонаціональних досліджень НАН України, 1999. — С.2-3, 177—197 (1,5 обл.-вид. арк., співавтор Т. А. Бевз).
- Солдатенко В. Ф. Талант ученого, організатора науки // Пам’ять століть. — 1999. — № 5. — С.65 — 68 (0,5 обл.-вид. арк.).
- Солдатенко В. Ф. «Вінницькі шаблі» державного проводу УНР // Україна: минуле, сьогодення, майбутнє. Збірник наукових праць. — К.: Інститут політичних і етнонаціональних досліджень НАН України, 1999. — С.3 — 15. (1,0 обл.-вид. арк.).
- Солдатенко В. Ф. Українська революція і етнонаціональні відносини: проблеми дослідження // Наукові записки Інституту політичних і етнонаціональних досліджень НАН України. — 1999. — Випуск 8. — С.3 — 20. (1,0 обл.-вид. арк.).
- Солдатенко В. Ф. Українська Народна Республіка: вибір перспективи // Наукові записки Інституту політичних і етнонаціональних досліджень НАН України. — 1999. — Випуск 9. — С.3-13 (0,6 обл.-вид. арк.).
- Солдатенко В. Ф. Революції та історичний поступ України // Політична думка (українською, російською та англійською мовами). — 1999. — № 1-2. — С.154-167 (1,0 обл.-вид. арк.).
- Солдатенко В. Ф. Стан історіографічної розробки та актуальні проблеми дослідження історії Української революції // Український історичний журнал. — 1999. — № 1. — С. 68-85; № 2. — С.27-48 (3,2 обл.-вид. арк.).
- Солдатенко В. Ф. Соборницький процес 1918—1919 рр. в працях перших істориків // Українська соборність: ідея, досвід, проблеми. — К.: Інститут політичних і етнонаціональних досліджень НАН України, 1999. — С.129-143 (0,9 обл.-вид. арк.).
- Солдатенко В. Ф. Українська революція: новітній стан історіографічної розробки проблеми та актуальні завдання дослідження // Наукові записки Інституту політичних і етнонаціональних досліджень НАН України. — 1999. — Випуск 7. — С.4-21 (0,9 обл.-вид. арк., співавтор І. Ф. Курас).
- Солдатенко В. Ф. Концепція Української революції: соціальний аспект // Інтелігенція — гуманна об'єднувальна сила сучасного суспільства. Збірник наукових праць. — К.: Інститут політичних і етнонаціональних досліджень НАН України, 1999. — С.128-136 (0,6 обл.-вид. арк.).
- Солдатенко В. Ф. Де справжнє коріння сучасної української державності? (Спроби оцінки деяких тенденцій вивчення процесу державотворення в добу революції 1917—1920 рр.). // Україна: ретроспектива і перспектива. Збірник. — К.: Інститут політичних і етнонаціональних досліджень НАН України, 1999. — С.62-67 (0,5 обл.-вид. арк.).
- Солдатенко В. Ф. Роль революцій в історичному поступі України // Наукові праці Кам’янець-Подільського державно-педагогічного університету. Історичні науки. Т.3(5). — К., 1999. — С.225-232 (0,6 обл.-вид. арк.).
- Солдатенко В. Ф. Соборницький процес 1918—1919 рр.: від ідеї до практики // Волинь у новітній історії української державності. Збірник. — Луцьк, 1999. — С.79-92 (0,9 обл.-вид. арк.).
- Солдатенко В. Ф. Українська Народна республіка: вибір перспективи // Історіографічні дослідження в Україні. Збірник. — К.: Інститут історії України НАН України, 1999. — Випуск 9. — С.285-293.
- Солдатенко В. Ф. У пошуках коріння сучасної української державності // Україна, українці, українознавство у XX ст. в джерелах і документах. Збірник. У 2-х ч. — Ч.1. — К.: Інститут українознавства, 1999. — С.26-32 (0,6 обл.-вид. арк.).
- Солдатенко В. Ф. Державність України: історія і сучасність. — К.: Українська академія державного управління при Президентові України, 1999. — С.152-229 (6,0 обл.-вид. арк.).
- Солдатенко В. Ф. Українська революція: феномен і дослідники // Пам’ять століть. — 1999. — № 3. — С.157-160 (0,4 обл.-вид. арк.).
- Солдатенко В. Ф. Українська революція: концепція та історіографія (1918—1920 рр.). — К.: Пошуково-видавниче об'єднання «Книга пам’яті України», Просвіта, 1999. — 508 с. (30 обл.-вид. арк.).
- Солдатенко В. Ф. Українська революція. Історичний нарис. — К.: Либідь, 1999. — 976 с. (58,15 обл.-вид. арк.).
- Солдатенко В. Ф. Революції в історичній долі України // Віче. — 1999. — № 4. — С.117-130 (1,0 обл.-вид. арк.).
- Солдатенко В. Ф. Роль революцій в історичному поступі України // Четвертий міжнародний конгрес україністів. Одеса. 26-29 серпня 1999 р. Доповіді та повідомлення. Історія. Ч.ІІ. XX століття. — Одеса — К. — Львів, 1999. — С.223-230 (0,8 обл.-вид. арк.).
- Солдатенко В. Ф. М. О. Скрипник у 1918 році // Скрипник Микола Олексійович. До 125-річчя з дня народження. Матеріали «круглого столу» в Інституті історії України. — К., 1998. — С.15-38 (1,2 обл.-вид. арк.).
- Солдатенко В. Ф. Революційна українська партія // Віче. — 1998. — № 1. — С.128-140 (1,1 обл.-вид. арк., співавтор В. В. Кривошея).
- Солдатенко В. Ф. Де справжнє коріння сучасної української державності (Спроба оцінки деяких тенденцій вивчення процесу державотворення в добу революції 1917—1920 рр.) // 350-річчя Української держави Богдана Хмельницького. Матеріали міжнародної наукової конференції 15-16 грудня 1998 р. — К.: Національний педагогічний університет ім. М.Драгоманова, 1998. — С.17-24.
- Солдатенко В. Ф. Українська державність в добу Центральної Ради; Концепція радянської державності та її більшовицька адаптація щодо України наприкінці 1917 — на початку 1918 рр. // Українська революція і державність (1917—1920 рр.). Колективна монографія. — К.: Парламентське видавництво, 1998. — С.9-80 (5,6 обл.-вид. арк., співавтори: Т. А. Бевз, В. М. Устименко).
- Солдатенко В. Ф. Українська Центральна Рада. Документи і матеріали. // Український історичний журнал. — 1998. — № 1. — С. 150—152 (0,5 обл.-вид. арк.).
- Солдатенко В. Ф. Центральна Рада в документах // Віче. — 1998. — № 4. — С.151-155 (0,4 обл.-вид. арк.).
- Солдатенко В. Ф. Зовнішня політика України. Методичні рекомендації, плани практичних, контрольних занять. — К.: Міністерство оборони України, 1997. — 36 с. (1,5 обл.-вид. арк., співавтор І. О. Овсій).
- Солдатенко В. Ф. Українська революція: концепція та історіографія. — К.: Пошуково-видавниче об'єднання «Книга пам’яті України», Просвіта, 1997. — 416 с. (26,5 обл.-вид. арк.).
- Солдатенко В. Ф. Україна в роки першої світової війни // Історія України. Навчальний посібник. — К.: Альтернативи, 1997. — С.177-184 (1 обл.-вид. арк.).
- Солдатенко В. Ф. Скрипник Микола Олексійович // Світова та вітчизняна етнодержавницька думка (у персоналіях) / Інститут держави і права ім. В. М. Корецького НАН України. — К., Донецьк, 1997. — С.228-229 (0,3 обл.-вид. арк.).
- Солдатенко В. Ф. Українська революція доби Центральної Ради: аналіз досвіду періодизації // Український історичний журнал. — 1997. — № 3. — С. 3-26 (1,5 обл.-вид. арк.).
- Солдатенко В. Ф. Проблема класово-національно-політичних сил у концепції Української революції // Український історичний журнал. — 1997. — № 5. — С. 3-17; № 6. — С.3-14 (2,4 обл.-вид. арк.).
- Солдатенко В. Ф. Українська революція як суспільний феномен: пошук методологічних засад дослідження // Центральна Рада і український державотворчий процес. Матеріали наукової конференції. — К.: Інститут історії України НАН України, 1997. — Ч.1. — С.20-30 (0,6 обл.-вид. арк.).
- Солдатенко В. Ф. Історіографічний доробок лідерів Української революції в сучасних оцінках державотворчого досвіду 1917—1920 рр. // Наукові записки Інституту національних відносин і політології НАН України. — 1997. — С.3-5 (0,5 обл.-вид. арк.).
- Солдатенко В. Ф. Скрипник Микола Олексійович // Мала Енциклопедія етнодержавознавства. — К., 1996. — С.884 (0,3 обл.-вид. арк.).
- Солдатенко В. Ф. Національне питання у житті та творчості Миколи Скрипника // Український історичний журнал. — 1996. — № 2. — С.74-87; № 3. — С.130-143 (2,5 обл.-вид. арк.).
- Солдатенко В. Ф. Внесок М.Грушевського у концепцію Української революції // Український історичний журнал. — 1996. — № 5. — С. 3-28 (2,2 обл.-вид. арк.).
- Солдатенко В. Ф. Українська Центральна Рада в документах і матеріалах // Український історичний журнал. — 1996. — № 6. — С. 143—147 (0,5 обл.-вид. арк.).
- Солдатенко В. Ф. Інтелектуальний потенціал лідерів Української революції // Національна еліта та інтелектуальний потенціал України. — Львів, 1996. — С.189-190 (0,3 обл.-вид. арк.).
- Солдатенко В. Ф. Центральна Рада як чинник української революції // Центральна Рада на тлі української революції. Науково-теоретичні читання в Інституті історії України 16 березня 1995 р. — К., 1996. — С.18-24.
- Солдатенко В. Ф. Витоки української ідеї з погляду принципу історизму // Україна — Греція (Досвід зв’язків та перспективи співробітництва). Матеріали міжнародної науково-практичної конференції. — Маріуполь, 1996. — С.45-47 (0,5 обл.-вид. арк.).
- Солдатенко В. Ф. Історичний доробок лідерів Української революції і сучасні оцінки державотворчого досвіду 1917—1920 рр. Історіографічна спадщина науки історії України (погляд з кінця XX століття). Матеріали Всеукраїнської науково-освітньої конференції. — К., Глухів: Інститут історії України НАН України, 1996. — С.28-30 (0,4 обл.-вид. арк.).
- Солдатенко В. Ф. Нова Рада // Политические партии России. Конец ХІХ — первая треть XX века. Энциклопедия. — М.: РОССПЭН, 1996. — С.398-399 (0,4 обл.-вид. арк.).
- Солдатенко В. Ф. Робітнича газета. Политические партии России. Конец ХІХ — первая треть XX века. Энциклопедия. — М.: РОССПЭН, 1996. — С.509-510 (0,4 обл.-вид. арк.).
- Солдатенко В. Ф. Українська ідея. Історичний нарис. Колективна монографія Вступ. Історіографічні нотатки. Витоки української ідеї. Замість висновків. — К.: Наукова думка, 1995. — С.3-32, 122—124 (3 обл.-вид. арк., співавтори: Ю. А. Левенець, Ю. В. Сиволоб.).
- Солдатенко В. Ф. Еволюція суспільно-політичних поглядів В. Винниченка в період Української революції // Український історичний журнал. — 1994. — № 6. — С. 15-26; 1995. — № 1. — С. 13-22 (2,5 обл.-вид. арк.).
- Солдатенко В. Ф. Українська революція: проблеми вивчення концепції та оцінки історіографії // Історична наука на порозі ХХІ століття. Матеріали Всеукраїнської наукової конференції. — Харків: Інститут історії України НАН України, ХДУ, 1995. — С.256-263 (0,4 обл.-вид. арк.).
- Солдатенко В. Ф. Один проти всіх (Михайло Драгоманов) // Віче. — 1995. — № 7 (1,2 обл.-вид. арк., співавтор Ю. А. Левенець).
- Солдатенко В. Ф. Донецько-Криворізька Республіка: історія і уроки // Регіональна політика України: концептуальні засади, історія, перспективи. — К.: Інститут національних відносин і політології НАН України, 1995. — С. 152-157.
- Солдатенко В. Ф. Проблема національних збройних сил: уроки історії (1917 р.) // Вісник Національної Академії Наук України. — 1995. — № 7-8. — С.72-84 (1,0 обл.-вид. арк.).
- Солдатенко В. Ф. Дискусії навколо кордонів України напередодні і в ході Берестейської мирної конференції // Проблеми соборності України в XX столітті. — К.: Інститут національних відносин і політології НАН України, 1994. — С. 62-69 (0,5 обл.-вид. арк.).
- Солдатенко В. Ф. Передмова. Біля витоків української ідеї // Українська ідея. Перші речники. — К.: Т-во «Знання» України, Інститут національних відносин і політології НАН України, 1994. — С.3-24 (1,8 обл.-вид. арк.).
- Солдатенко В. Ф. Передмова. Путь на Голгофу (Володимир Винниченко) // Українська ідея. Постаті на тлі революції. — К.: Т-во «Знання» України; Інститут національних відносин і політології АН України, 1994. — С.3-4, 32-73 (3,0 обл.-вид. арк.).
- Солдатенко В. Ф. Україна і Росія в конфліктах: історичні паралелі і уроки // Державність. — 1994. — № 1. — С.62-64 (0,4 обл.-вид. арк.).
- Солдатенко В. Ф. Передумови і зародження української національної ідеї // Український історичний журнал. — 1994. — № 2-3. — С.14-28 (1,3 обл.-вид. арк., співавтор Ю. В. Сиволоб).
- Солдатенко В. Ф. Соціально-політичні альтернативи революційної доби і проблема української державності // Вісник Академії Наук України. — 1994. — № 7- 8. — С.48-53 (1,0 обл.-вид. арк.).
- Солдатенко В. Ф. «…І дати всеросійським справам спокій» // Віче. — 1993. — № 8. — С.127-142 (0,9 обл.-вид. арк.).
- Солдатенко В. Ф. Витоки і передвісники української ідеї // Віче. — 1993. — № 11. — С.29-45 (1,2 обл.-вид. арк., співавтор Ю. В. Сиволоб).
- Солдатенко В. Ф. Перший в історії з'їзд вільних народів Росії // Національні відносини на Півдні України. Історія та сучасність. Збірник. — Запоріжжя: ЗДУ, 1993. — С.164-169 (0,5 обл.-вид. арк.).
- Солдатенко В. Ф. Донецко-Криворожская Республика — вид из сегодняшнего дня // Донбасс и Приазовье. Сборник. — Мариуполь, 1993. — С.16-23 (0,5 уч.-изд. л.).
- Солдатенко В. Ф. Виступ полуботківців у 1917 році (спроба хронікально-документальної реконструкції події) // Український історичний журнал. — 1993. — № 7-8. — С.17-30; № 9. — С.28-40; № 10. — С.3-21 (3,5 обл.-вид. арк., співавтор І. В. Солдатенко).
- Солдатенко В. Ф. Орієнтири українського державотворення в процесі розвитку суспільно-політичних процесів революційної доби (березень 1917 — січень 1918 рр.) // Другий Міжнародний конгрес україністів. Львів. 22-28 серпня 1993 р. Доповіді і повідомлення. — Львів, 1994. — С.76-85 (0,5 обл.-вид. арк.).
- Солдатенко В. Ф. Становлення української державності і проблема Збройних Сил (березень 1917 р. — квітень 1918 р.) // Куди йдемо? Матеріали науково-практичної конференції «Ідеологія та ідейно-політичні засади державного будівництва в Україні». Київ. 24-25 грудня 1992 р. — К., 1993. — С.107-109 (0,3 обл.-вид. арк.).
- Солдатенко В. Ф. Скрипник Микола Олексійович // Етнонаціональний розвиток України. Терміни, визначення, персоналії. — К., 1993. — С.100-101 (0,3 обл.-вид. арк.).
- Солдатенко В. Ф. Соціально-політичні альтернативи революційної доби і проблема української державності // Українська державність: історія і сучасність. Матеріали наукової конференції. — К.: Інститут національних відносин і політології АН України, 1993. — С.25-33 (0,5 обл.-вид. арк.).
- Солдатенко В. Ф. Четвертий Універсал // Політика і час. — 1992. — № 1. — С.67-76 (1,0 обл.-вид. арк.).
- Солдатенко В. Ф. Становлення української державності і проблема збройних сил (березень 1917 — квітень 1918 рр.) // Український історичний журнал. — № 5. — 1992. — С.38-51 (1,2 обл.-вид. арк.).
- Солдатенко В. Ф. Центральна Рада та українізація армії // Український історичний журнал. — 1992. — № 6. — С.26-40 (1,2 обл.-вид. арк.).
- Солдатенко В. Ф. Запровадження автономії України і збройні сили республіки // Український історичний журнал. — 1992. — № 7-8. — С.24-39 (1,2 обл.-вид. арк.).
- Солдатенко В. Ф. Збройні сили в Україні (грудень 1917 р. — квітень 1918 р.) // Український історичний журнал. — 1992. — № 12. — С.42-59 (1,4 обл.-вид. арк.).
- Солдатенко В. Ф. Проблема власних збройних сил у процесі визвольної боротьби за українську державність у 1917—1918 рр. Матеріали науково-теоретичної конференції. — К., 1992. — С.26-29 (0,4 обл.-вид. арк.).
- Солдатенко В. Ф. Проблема збройних сил у процесі боротьби за українську державність // До нової України шляхом реформ. Матеріали конференції. — К., 1992. — С.114-118 (0,3 обл.-вид. арк.).
- Солдатенко В. Ф. Єврейське представництво у Центральній Раді // Єврейське населення Півдня України: Історія та сучасність. Тези до наукової конференції. — Запоріжжя, 1992. — С.54-52 (0,3 обл.-вид. арк.).
- Солдатенко В. Ф. До питання про початок громадянської війни на Україні. // УІЖ. −1991.-№ 7.
- Солдатенко В. Ф. Більшовики України у боротьбі за створення політичної армії революції / В. Ф. Солдатенко, В. І. Полохало. — К., 1987. — 47 с.
- Варгатюк, П. Л., Солдатенко, В. Ф., Шморгун, П. М. В огне трёх революций. из истории борьбы большевиков за осуществление ленинской стратегии и тактики в трёх российских революциях. — К., 1986.
- Солдатенко В. Ф. Важлива віха у житті партії і народу / В. Ф. Солдатенко. — К., 1986. — 95с.
- Солдатенко В. Ф. Большевистская пресса Украины в борьбе за осуществление ленинской стратегии и тактики социалистической революции (март 1917 — март 1918 гг.): Автореф… доктор ист.наук: 07.00.01 / Солдатенко В. Ф.; Ин-т истории партии при ЦК КП УКраины, филиал ин-та маркс.-лен. при ЦК КПСС. — К., 1981. — 52л.
- Революційна слава України: : альбом / упорядники В. Ф. Солдатенко, І. М. Полупанова ; Ін-т історії партії при ЦК Компартії України. — Київ: Політвидав України, 1978. — 232 с.
- Солдатенко В. Ф. Трибуна пролетарского интернационализма / В. Ф. Солдатенко. — К., 1977. — 184 с.